# QCad

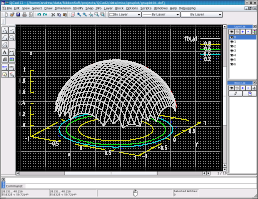
Interface gráfica do Qcad.

QCad é um software livre na área de CAD, disponível para Linux, Mac OS X, Unix e Microsoft Windows. Uma das principais características do Qcad é que ele gera e reconhece os arquivos com a extensão .DXF um padrão de intercâmbio dos softwares de cad, desenvolvido inicialmente para o AutoCAD da Autodesk, e se torna uma espécie de padrão, comum a todos os softwares da área. A GUI do programa é baseada no framework Qt.

## Ferramentas
A interface do Qcad permite a geração de todas as entidades bidimensionais 2D, normais aos softwares de CAD.

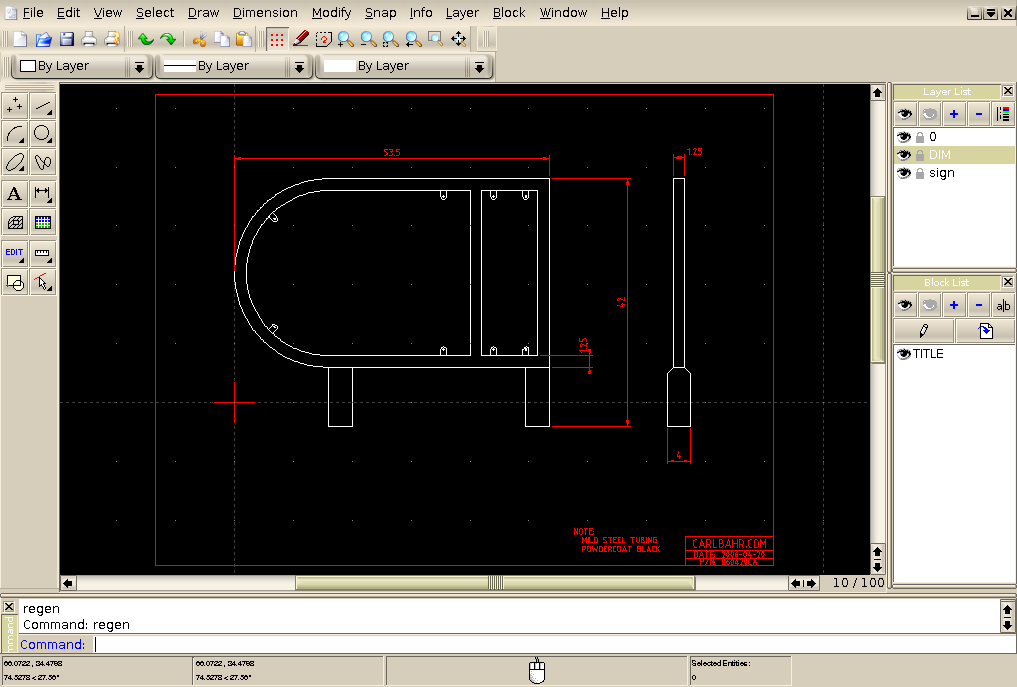
Screnshot do Qcad onde é possível observar algumas das características de desenho.

O software usa o formato DXF internamente para salvar e importar arquivos. Suporte ao popular formato DWG está disponível por meio de um plugin comercial baseado nas bibliotecas Open Design Alliance DWG.

## Desenvolvimento
O QCAD é parcialmente lançado sob a GNU General Public License. Pacotes pré-compilados são disponíveis para plataformas Linux de 32-bit e 64-bit, Microsoft Windows e macOS.
O desenvolvimento do QCAD é feito pela RibbonSoft. Este trabalho iniciou-se em Outubro de 1999. O QCAD 2, projetado para fazê-lo mais produtivo, mais amigável, mais flexível e aumentar sua compatibilidade com outros produtos, começou a ser desenvolvido em Maio de 2002. O QCAD 3 foi lançado em Agosto de 2011 com uma interface ECMAScript (JavaScript) sendo sua maior melhoria. 